# Рабинський суд
Раби́нський суд (бейт дін) — єврейський релігійний суд, при розгляді справ керується єврейським релігійним правом. Суддя в бейт діні іменується «даяном».
В даний час бейт дін займається розглядом справ:
- що відносяться до особистого статусу громадян (одруження, розлучення, підтвердження єврейського походження та ін.)
- за зверненням в єврейство прозелітів (гіюр)
- що відносяться до адміністративних справ релігійного характеру (контроль за кошерністю при виробництві їжі)
- розглядом цивільних справ в якості третейського суду (за згодою сторін)
- в Ізраїлі крім звичайних функцій має виняткові повноваження в питаннях особистого статусу громадян Ізраїлю — євреїв.